# Murciana levantina
La murciana levantina est une race bovine espagnole. Son nom international est murcian.

## Origine
Elle est originaire, comme son nom l'indique, de la région de Murcie. Son origine est obscure, elle ne ressemble à aucune des races élevées autour de sa région. 
La semence de trois taureaux a été congelée.

## Morphologie
Elle porte une robe brun-rouge avec une ligne dorsale sombre. muqueuses noires. Ses cornes sont longues et relevées.
C'est une grande race avec des vaches de 135 cm pour 550 kg et des taureaux de 140 cm pour 800 kg.

## Aptitudes
C'est une ancienne race de travail reconvertie dans la production de viande. Elle est très rustique pour le climat méditerranéen où il fait très chaud l'été et froid l'hiver. Elle a cédé les zones de pâturage fertiles de plaine à d'autres races plus productives, mais reste seule apte à exploiter les zones très pauvres en zone accidentée. Elle garde de son passé d'animal de travail une grande docilité, utilisé dans des concours de labour très populaires.